# Vincenzo Carbone (generale)
Vincenzo Carbone (Reggio Calabria, 26 marzo 1868 – Roma, 9 novembre 1949) è stato un generale italiano, comandante di fanteria nei bersaglieri del Regio esercito durante la guerra italo-turca e prima guerra mondiale; comandante delle divisioni di Chieti e di Messina e della brigata Cagliari. Insignito della croce di Cavaliere dell'ordine militare di Savoia (Carso giugno 1917), decorato due volte di medaglia d'argento al valor militare (Cirenaica 1913 e Vittorio Veneto 1918), di una medaglia di bronzo al valor militare (Carso agosto 1917).

## Biografia

### La carriera nell'esercito
Di famiglia oriunda genovese, nacque a Reggio Calabria il 26 marzo 1868, da Francesco e da Marianna Putorti, fu avviato giovanissimo alla carriera militare, al pari dei propri fratelli Domenico, Demetrio (entrambi del Regio esercito) e Leonardo Carbone (generale medico della Regia marina) fu allievo dell'accademia militare di Torino, e divenne ufficiale del Regio Esercito. Prese servizio nel 1886 con il grado di sottotenente di fanteria nei bersaglieri. Ebbe un altro fratello, Giuseppe, avvocato e politico (fu sindaco di Reggio Calabria nel 1900) e quattro sorelle, morte nel Terremoto di Messina del 1908. Sposato con Corinna Calori, dalla quale ebbe i suoi due figli Mario e Graziella.

### Guerra italo-turca
Da maggiore combatté nella guerra italo-turca negli anni  1911 - 1913. Durante tale campagna, fu decorato in Cirenaica nel 1913 con una prima medaglia d'argento al valor militare.

### Grande guerra
Si segnalò come comandante di brigata in ripetute azioni di guerra durante le campagne del 1915 - 1918, meritandosi la prestigiosissima croce di Cavaliere dell'ordine militare di Savoia (ordine supremo militare), per la riconquista del Dosso Faiti sul Carso  nel giugno  1917.
Ottenne una medaglia di bronzo al valor militare, sullo stesso Carso nell'agosto 1917.
Si meritò inoltre una seconda medaglia d'argento al valor militare nel 1918 durante la battaglia di Vittorio Veneto, quale comandante della Brigata Campania, meritandosi per la seconda volta la particolare citazione nel Bollettino di Guerra n. 1260 (31 ottobre 1918 ore 12) del generale Armando Diaz.
Nel 1919 assunse le funzioni di  capo di stato maggiore del corpo d'armata di Napoli. Nel 1920 fu nominato comandante della brigata Cagliari.
Raggiunse il grado di generale di divisione nel 1924. Ebbe successivamente il comando delle divisioni di Chieti e di Messina, per poi essere promosso Generale di Corpo d'Armata.